# Police Magnum
Pour plus de détails, voir Fiche technique et Distribution.
Police Magnum (Kill!) est un film franco-italo-germano-espagnol réalisé par l'écrivain Romain Gary, sorti en France 1972.

## Synopsis
Menacée de mort, perdue à des kilomètres de toute civilisation au Pakistan, Emily (Jean Seberg), la jeune épouse d’un haut fonctionnaire d’Interpol, ne doit son salut qu’à l’intervention de Killian (Stephen Boyd), un homme prêt à tout pour réduire à néant un gang de trafiquants de drogue. Une véritable guerre dans laquelle il implique Emily, propulsée malgré elle dans un monde de violence et de corruption qui lui fera comprendre que son mari n’est pas vraiment le policier incorruptible qu’il semblait être.

## Fiche technique
- Titre : Police Magnum
- Titre original : Kill!
- Réalisation : Romain Gary
- Scénario : Romain Gary
- Production : Alexander et Ilya Salkind et Álmos Mező
- Producteur associé : Daniel Carillo
- Musique : Jacques Chaumont et Berto Pisano
- Photographie : Edmond Richard
- Montage : Roger Dwyre
- Régie et presse : Josiane Nancy Bonnin[1]
- Pays de production :  France -  Italie -  Allemagne de l'Ouest -  Espagne
- Format : couleur - 1,66:1 - Mono - 35 mm
- Durée : 90 minutes
- Date de sortie : 24 janvier 1972

## Distribution
- James Mason (VF : Jean Davy) : Alan (Alain en VF) Hamilton
- Jean Seberg (VF : Elle-même) : Emily Hamilton
- Stephen Boyd : Brad Killian
- Curd Jürgens (VF : Lui-même) : Grueningen
- Daniel Emilfork (VF : Lui-même) : Mejid
- Henri Garcin (VF : Lui-même) : Avocat
- Mauro Parenti (VF : Gérard Hernandez) : Cremona
- José Maria Caffarel (VF : Jean Martinelli) : Algate
- Carlos Montoya (VF : Linette Lemercier) : Ahmed
- Luciano Pigozzi (VF : Roger Lumont) : Medina
- Simon Wilson (VF : Jean Lagache) : le garde du corps d'Hamilton
- Walter Davis (VF : Jacques Richard) : un agent noir des services
- Maurice de Canonge

## Autour du film
- Qualifié d'O.F.N.I (objet filmique non identifié) par la critique, le film développe une esthétique psychédélique propre aux années 1970 avec  des épisodes grand-guignolesques et une interprétation approximative. On note que James Mason, portant barbe et moustache ressemble beaucoup à Romain Gary.